# Prowidienija
Prowidienija (ros. Провидения) – osiedle typu miejskiego w azjatyckiej części Rosji, w Czukockim Okręgu Autonomicznym.
Leży na południowym krańcu Półwyspu Czukockiego nad Zatoką Opatrzności (niewielka zatoka drugorzędna Zatoki Anadyrskiej Morza Beringa) w pobliżu Przylądka Czukockiego; około 450 km na wschód od Anadyru; ok. 3 tys. mieszkańców (2005); przemysł spożywczy, skórzany; rybołówstwo; port morski na Północnej Drodze Morskiej; lotnisko.